# Герасим Каплонський
Герасим Борисович Каплонський (Еразм Каплонський, Каплунський, Каплуновський) (? — 1664) — військовий і політичний діяч доби Гетьманщини, дипломат. Чигиринський полковник (1659), генеральний писар (1663).

## Життєпис
Народився не пізніше 1636 року. Походив із православної шляхетської родини. Робив пожертви на Межигірський монастир.
За гетьманування І. Виговського був писарем у Генеральній військовій канцелярії, виконував дипломатичні доручення гетьмана. У жовтні 1658 року разом з П. Тетерею та І. Ковалевським їздив до табору польського короля Яна ІІ Казимира під Торунем для узгодження пунктів Гадяцького договору. У червні 1659 року — нобілітований разом з братами польським королем.
Навесні 1659 року став чигиринським полковником, перед цим якийсь час, імовірно, тримав уряд чигиринського полкового писаря. Брав активну участь у військових діях проти московських військ на Лівобережній Україні. Очолював козацьке військо у битві під Говтвою, де татари та козаки знищили московський загін В. Новосильцева. Після перемоги під Конотопом у серпні 1659 року полк Каплонського стояв під Полтавою. Склав полковницький пернач на раді під Германівкою 11 вересня, як прибічник І. Виговського.
За Ю. Хмельницького виконував різні дипломатичні функції. Брав участь у битві під Чудновом у 1660 році. Від імені неписьменної козацької старшини засвідчив своєю рукою Слободищенський трактат.
У липні 1661 року отримав від короля підтвердження довічного права на млин у с. Гордашів, також дістав у спадкове володіння села Мошурів і Нерубайку, містечко Торговицю. В останньому привілеї згаданий як торговицький сотник. У 1662 році разом з Г. Гуляницьким, І. Креховецьким і В. Глосинським клопотав на сеймі у Варшаві про повернення захоплених уніатами церков.
У 1663 році — генеральний писар в уряді гетьмана П. Тетері. Їздив з дипломатичною місією до короля у Чернівці. У 1664 році — писар Генерального військового суду. Коли Умань повстала проти Тетері, гетьман відправ Каплонського вмовляти уманців, але ті його заарештували («а Умонь де... от Тетери заперлася, и Тетеря де послал уговаривать Каплонского с товарищи, и их де... умонцы переймав перековали»). Ймовірно, був страчений, або загинув під час походу Яна ІІ Казимира на Лівобережну Україну. У лютому 1665 року згадується як померлий.